# Régiment de La Fère artillerie
Pour les articles homonymes, voir Régiment de La Fère (homonymie).
Ne doit pas être confondu avec Régiment de La Fère infanterie.
Le régiment de La Fère artillerie également appelé régiment d'artillerie de La Fère et plus simplement régiment de La Fère est un régiment d'artillerie du royaume de France, créé en 1720 à partir du bataillon de Pijart, du régiment Royal-Artillerie, devenu sous la Révolution le 1er régiment d'artillerie.

## Création et différentes dénominations
- 25 février 1720 : Bataillon de Pijart du régiment Royal-Artillerie
- 25 septembre 1733 : Bataillon de Torpane
- 21 janvier 1740 : Bataillon de Vareix
- 30 mars 1748 : Bataillon de Saint-Clair
- 28 janvier 1753 : Bataillon de Chabrié
- 14 janvier 1759 : Brigade de Loyauté
- 7 mars 1761 : Brigade de Saint-Auban
- 13 août 1765 : Régiment de La Fère
- 1791 : 1er régiment d'artillerie

## Lieutenants-colonels, chefs de brigade et colonels
- 25 février 1720 : N. Pijart
- 25 septembre 1733 : N. de Torpane
- 21 janvier 1740 : Joseph de La Capelle-Marival marquis de Vareix
- 30 mars 1748 : N. de L'Isle de Saint-Clair
- 28 janvier 1753 : Raymond de Chabrié
- 1er janvier 1759 :  Arnould de Loyauté
- 7 mars 1761 : Antoine Barattier de Saint-Auban
- 15 octobre 1765 : Jean Léon marquis de Thiboutot
- 1er janvier 1777 : Jean Pierre Duteil
- 3 juin 1779 : Jacques Antoine Chénard d'Hélyot
- 5 juin 1784 : Louis César de Cheverzy chevalier de Lance
- 1er avril 1791 : Pierre Abel de Sappel

## Historique des garnisons, combats et batailles

### Bataillon de Pijart
En 1720, après la paix de La Haye, le 1er bataillon du régiment Royal-Artillerie, le bataillon de Pijart, après avoir été organisé à Vienne et devenu indépendant, se met en route pour Metz où il demeure jusqu'à la guerre de Succession de Pologne.

### Bataillon de Torpane
En 1733, il portait le nom de Torpane et il fournit un détachement de 200 hommes à l'armée du maréchal de Berwick sur le Rhin dans le cadre de la Guerre de Succession de Pologne. Le reste du bataillon fait partie de l'armée d'Italie et participe à la bataille de Guastalla. A la paix le bataillon s'établit à Grenoble, d'où il envoya une compagnie en Corse en 1739.

### Bataillon de Vareix
Devenu Vareix, il sert encore en Italie et sur les Alpes pendant la guerre de Succession d'Autriche, et s'illustre à la défense de Gênes.

### Bataillon de Saint-Clair
Donné en 1748 à M. de Saint-Clair, il est envoyé à La Fère qu'il quitte en 1752 pour se rendre à Besançon.

### Bataillon de Chabrié
Au début de la guerre de Sept Ans, sous le nom de bataillon de Chabrié, il fait partie de l'expédition de Minorque et s'acquiert une gloire méritée au siège de Mahon malgré des pertes énormes. 
Après l'entière conquête de Minorque, le bataillon, laissant au Port-Mahon un détachement qui y demeura jusqu'à la paix, revint en France et fut bientôt dirigé sur le Rhin. Il fait les campagnes de 1757 et 1758 à l'armée du maréchal de Soubise.

### Brigade de Loyauté
Il prend, le 14 janvier 1759, le titre de brigade de Loyauté, du nom de son nouveau chef, Arnould de Loyauté, qui, en raison de l'accroissement considérable du corps, eut sous lui un colonel, Joseph Albert de Clinchamp de Bellegarde, entré en fonctions le 21 mars 1760.  

### Brigade de Saint-Auban
En 1761, cette brigade, devenue Saint-Auban, était attachée au corps d'avant-garde commandé par le prince de Condé et se distingue au combat d'Unna et au siège de Meppen. En rentrant en France, la brigade de Saint-Auban est envoyée à Grenoble d'où elle se rend en mars 1763 à La Fère.
Le 13 août 1765 elle devient le « régiment d'artillerie de La Fère ». 

### Régiment de La Fère
Les nouveaux régiments d'artillerie, en prenant les titres fixes des écoles où ils se trouvaient au moment de la formation, devaient rouler entre eux suivant l'ancienneté de leurs colonels. Antoine Barattier de Saint-Auban étant le plus ancien des chefs de corps, assura au « régiment de La Fère » le premier rang au moment de sa formation, et le premier rang définitif en 1790. Par la même raison le régiment de La Fère garda les drapeaux d'ordonnance de Royal-Artillerie .
En octobre 1767 le régiment se rend à Douai, à Besançon en septembre 1769, revint à Douai en février 1771, et part pour Metz en septembre 1775. Au début de la guerre d'indépendance des États-Unis, en avril 1778, il détache son 1er bataillon à Dunkerque. Le 2e bataillon quitte Metz en 1779 pour venir s'établir à La Fère, et le 1er bataillon continua de faire partie du corps du comte de Chabot, chargé de garder les côtes septentrionales.
La position du régiment était la même en 1780, sauf que le 2e bataillon avait détaché 4 compagnies à l'école de Douai.
L'année suivante, le 1er bataillon était à Metz et le 2e à Strasbourg. Ce dernier se rend à la fin de 1782 à La Rochelle, et envoie de là 4 compagnies en Amérique. 
Au 1er janvier 1784, le corps était à Valence et avait deux compagnies en Corse. 
Le 1er septembre 1785, le régiment de La Fère reçoit dans ses rangs un jeune homme de seize à dix sept ans qui est classé comme lieutenant en second dans la compagnie de bombardiers du capitaine d'Autume, sous le nom de « Napolionne de Buonaparté » .
Le régiment de La Fère quitta Valence pour se rendre à Douai en octobre 1786. 
Il fournit en 1787 un détachement de 300 hommes qui fut mis en route avec beaucoup de mystère, et qui, réuni à Givet, partit par petits groupes, traversa les Pays-Bas, et alla se réunir aux troupes des états généraux de Hollande attaquées par une armée prussienne. Pendant cette expédition, le reste du régiment se rendit à Auxonne, où il fut rejoint par les compagnies détachées en Corse et à Lyon depuis 3 ans.
En 1789, le lieutenant Bonaparte eut pour la première fois l'occasion de commander en chef une troupe. Le 1er avril 1789, en rentrant de semestre, et en l'absence du capitaine de Coquebert et du lieutenant en premier Hennet de Vigneux, il reçut l'ordre de conduire sa compagnie à Seurre et d'y'attendre les événements. Rappelé le 1er mai à Auxonne, il en partit avec tout le régiment aux environs de Paris au mois de juillet. Après quelques jours passés au camp de Saint-Denis, le régiment retourne au mois d'août à Auxonne, et le lieutenant en second Bonaparte prit un nouveau semestre. Il ne devait plus reparaître au régiment.

## 1errégiment d'artillerie
La Révolution supprime les dénominations de l'ancien régime, les régiments sont numérotés. Le no 1 est attribué au régiment, en fonction de son ancienneté.

Devenu 1er régiment d'artillerie en 1791, il est envoyé à Metz en mai 1792. Un détachement, dirigé à la même époque sur Perpignan  mérita les éloges de l'Assemblée nationale pour avoir contribué à faire échouer une conspiration de quelques officiers d'infanterie qui avaient projeté de livrer aux Espagnols la citadelle de Perpignan. Ce détachement fit depuis partie de l'armée des Pyrénées orientales, tandis que le reste du régiment combattait d'abord à l'armée du Centre, puis à celles de la Moselle et du Rhin. 
Une compagnie s'illustra en 1793 à la défense de Bitche. Dès son arrivée à Metz, le 1er régiment d'artillerie à pied est chargé d'organiser dans son sein deux des nouvelles batteries à cheval formées en vertu du décret du 17 avril 1792. 

## Personnalités
- Napoléon Bonaparte, alors lieutenant en second.
- Charles-Joseph Carmejane, alors lieutenant en second.
- Pierre Louis Auguste Caron, alors canonnier.
- François Alexis Guyonneau de Pambour, alors lieutenant en second
- Jean André Louis Rolland de Villarceaux, alors lieutenant en second.

## Sources et bibliographie
- Louis Susane : Histoire de l'artillerie Française
- Pierre Montagnon : Histoire de l'armée française
- French Foot Artillery Regiments and the Colonels Who Led Them 1791-1815 : 1er Regiment d'Artillerie-á-Pied
- Historiques des corps de troupe de l'armée française : (1569-1900)